# Коновалов Михайло Іванович
Михайло Іванович Коновалов (рос. Михаил Иванович Коновалов; 1 (13) листопада 1858, Будихіно — 12 (25) грудня 1906, Київ) — російський хімік, професор Московського сільськогосподарського інституту, ректор Київського політехнічного інституту.

## Біографія
Народився 1 (13 листопада) 1858 року в селі Будихіно Ярославської губернії (нині Рибинський район Ярославської області) в заможній селянській родині. Грамоті навчився у селянина-грамотія разом з іншими селянськими дітьми; потім, служачи в трактирі своїх братів, пройшов парафіяльне і повітове училище в місті Рибинську; пробувши потім кілька часу буфетником, вступив до Ярославської гімназії, після закінчення якої з золотою медаллю вступив до Московського університету на природниче відділення, яке закінчив у 1884 році.
Ще в студентські роки Михайло Іванович захопився хімічними науками, і після закінчення університету був запрошений на кафедру органічної хімії, якою керував всесвітньо відомий учений професор В. В. Марковников. Михайло Іванович напружено займається педагогічною та науковою діяльністю. Успішно досліджує Кавказьку нафту, а також нітрування органічних сполук. Відкрита ним реакція дії азотної кислоти на вуглеводні насиченого ряду ввійшла у світову науку під назвою «реакція Коновалова». У 1889 році захищає магістерську, а в 1893 році докторську дисертацію. У 1896 році М. І. Коновалова запрошують на посаду професора, завідувача кафедри неорганічної хімії Московського сільськогосподарського інституту, де він працює до 1899 року.
Директор Київського політехнічного інституту професор В. Л. Кирпичов запрошує М. І. Коновалова на роботу в новостворений інститут. Після річних вагань М. І. Коновалов погоджується зайняти посаду декана хімічного відділення (факультету) та завідувача кафедри неорганічної хімії і приступає до роботи в КПІ з 1 липня 1899 року.
У вересні 1902 року професора М. І. Коновалова було призначено директором КПІ. На цій посаді він працював до липня 1904 року.

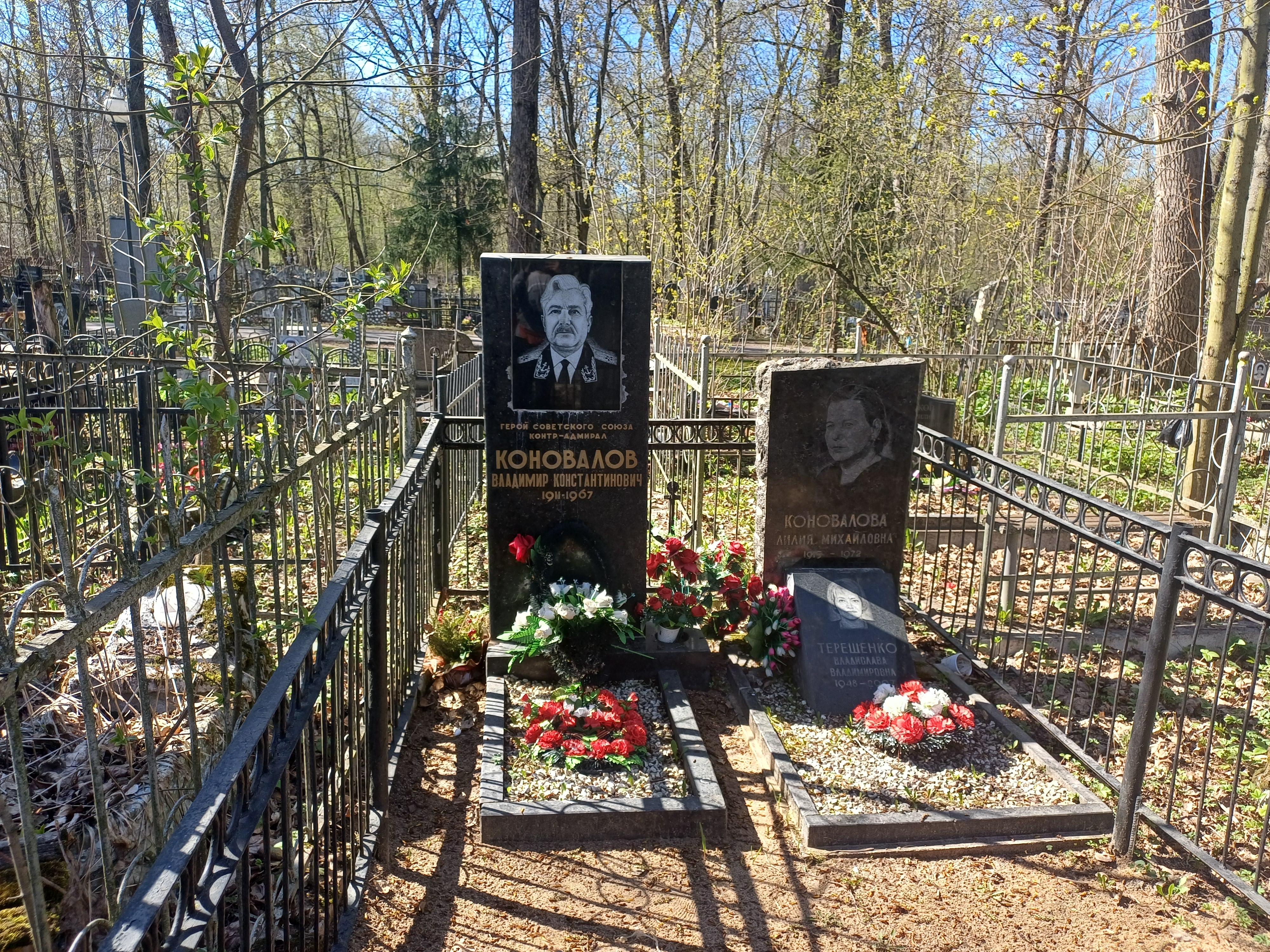
Могила М. І. Коновалова

25 листопада 1906 року М. І. Коновалов у складі комісії оглядав споруди з очищення каналізаційних стоків у парку КПІ, які раніше були побудовані під його керівництвом. Випадково однією ногою він потрапив у непомічений люк і був сильно травмований. Протягом місяця Михайло Іванович тяжко хворів. Незважаючи на всі зусилля лікарів, 25 грудня 1906 року на 49-му році життя він помер. Похований в Києві на Лук'янівському цвинтарі.

## Праці
Михайло Іванович Коновалов автор 85 експериментальних робіт в «Журналі Російського фізико-хімічного товариства» (з 1884 року), в «Bericht. D. deutsch. Chem. Gesellsch.» (Берлін), в «Comptes rendus de l'Acad. Des se. De Paris», в «Відлмостях Московського сільськогосподарського інституту» і в «Відомостях Київського політехнічного інституту» по наступних питаннях:
- склад нафти;
- нітрування в різних умовах різних класів органічних сполук;
- дослідження правильності нітрування;
- нітросполуки, ізонітросполуки та їх похідні;
- методи отримання альдегідів і кетонів;
- перехід від нітросполук до індигової групи;
- синтези з галоїдних солями алюмінію і ізомеризація при них;
- застосування дії азотної кислоти для дослідження вуглеводневих сумішей;
- нові комплексні сполуки бромистого алюмінію з сірковуглецем і різними органічними сполуками та синтез сірчистих сполук;
- синтези спиртів за допомогою магнійорганічних сполук;
- світлозаломлююча здатність азотистих органічних сполук;
- азотисті сполуки групи терпенів і ряду метану;
- перетворення спиртів на вуглеводні;
- гідрогенізація;
- мимовільне перетворення оксимів;
- поліметіленіміни;
- гідроліз солей азотної кислоти (по нітруванню);
- схожість залізних солей органічних кислот і нітросполук та інше.

Крім того, надрукував: у збірнику «На допомогу самоосвіті» і в «Щорічнику з фізики, хімії та ін» три популярні статті з хімічних питань, а також — окремою книжкою — «практичні вправи з загальної хімії» (1905).

## Пам'ять

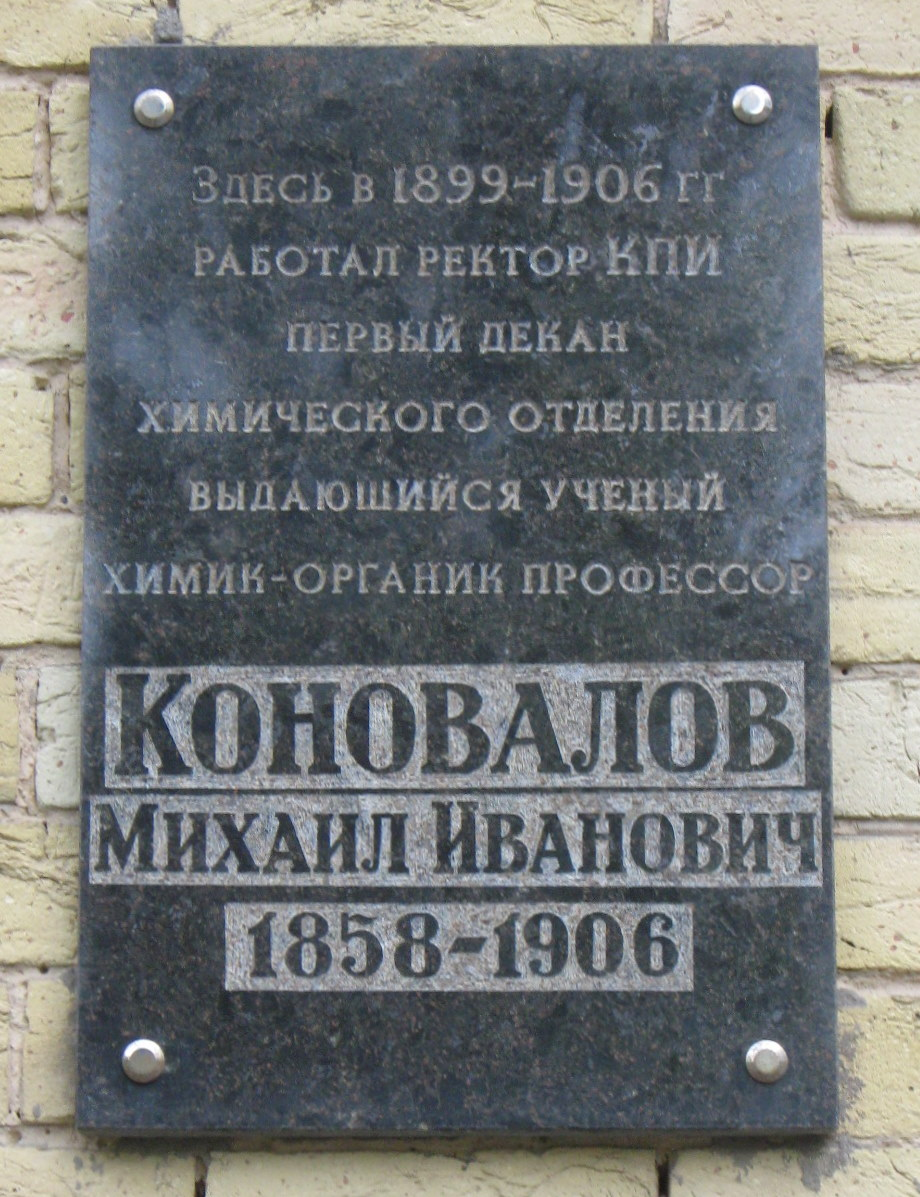
Меморіальна дошка

На першому поверсі головного корпусу НТУУ «КПІ» серед видатних вчених університету є і погруддя М. І. Коновалова, у великий хімічній аудиторії корпусу № 4, де він читав лекції, серед видатних професорів-хіміків, які працювали на факультеті, є і портрет М. І. Коновалова, а на фасаді корпусу в 1985 році встановлена меморіальна дошка.
У 1997 році на хіміко-технологічному факультеті запроваджена стипендія імені Коновалова для студентів-органіків, які мають високу успішність та займаються науково-дослідною роботою.